# Diarheischer Fluss

Die Klimaverhältnisse im Nil-Einzugsgebiet nach Köppen-Geiger

Als diarheischer Fluss oder diarëischer Fluss (aus altgriechisch διά dia „durch“ und ῥεῖν rhein „fließen“) wird ein Fluss bezeichnet, der in humidem Klima entspringt und als Fremdlingsfluss ein arides Gebiet durchfließt, schließlich aber selbst oder als Teil eines Flusssystems im Meer mündet; er entspringt also in feuchtem Gebiet, fließt durch trockenes Gebiet und gibt dort einen Teil seines Wassers als Sickerwasser oder durch Verdunstung ab, oft in Verbindung mit Bewässerung. Der Rest des Wassers fließt als Oberflächenwasser beständig bis ins jeweilige Meer, unabhängig von Jahreszeit und Trockenheit in der ariden Zone. Beispiele sind der Nil (Ägypten), der Niger (Afrika) oder der Colorado River (USA).
Fremdlingsflüsse transportieren Wasser und Schwemmstoffe aus niederschlagsreichen Gebieten unter Umständen über große Entfernungen und im Zug von Hochwässern setzt sich an den Uferbereichen fruchtbarer Boden ab. Typisch ist, dass Gebiete entlang von Flussoasen altertümliche Bewässerungskulturen hervorgebracht haben wie z. B. im Alten Ägypten, in der Sumerischen Kultur oder bei den Moche.